# Charlotte van Pallandt
Pour les articles homonymes, voir Pallandt.
Charlotte van Pallandt, née le 24 septembre 1898 à Arnhem et morte le 30 juillet 1997 à Noordwijk, est une artiste peintre et sculptrice néerlandaise. Elle est une des premières femmes sculpteurs des Pays-Bas à se consacrer entièrement à la sculpture.

## Biographie
Issue d'une riche famille de la noblesse néerlandaise, Charlotte Dorothée van Pallandt grandit à Schaarsbergen avec ses trois sœurs et son frère. En 1910, sa sœur aînée décède d'une péritonite, et la famille déménage à La Haye. En 1913, elle intègre un pensionnat à Londres, où elle étudie à l'Ealing Art College. À son retour à La Haye, elle poursuit ses cours de dessin avec le peintre néerlandais Albert Roelofs, et devient membre du Pulchri Studio. Le 18 septembre 1919, elle se marie avec Joachim Adolph Zeyger, comte de Regteren Limpurg, et s'installe à Berne. Le couple divorce en 1924.
Après son divorce, Charlotte van Pallandt s'installe à Lausanne, puis entame un voyage avec un ami à Paris. En 1926, elle devient l'élève d'André Lhote, dont le travail sur le cubisme l'influence fortement. Pendant une pause scolaire, elle travaille avec Toon Dupuis dans son atelier de La Haye, et s'initie à la sculpture. En 1928, elle parcourt l'Italie, et rencontre les sculpteurs Albert Termote, Charles Despiau et Charles Malfray. À partir de 1929, elle arrête de peindre et se consacre à la sculpture comme principal moyen d'expression. En 1935, elle intègre l'Académie Ranson en tant qu'élève de Charles Malfray à Paris. 
Charlotte van Pallandt est morte à Noordwijk en 1997.  

### Carrière artistique

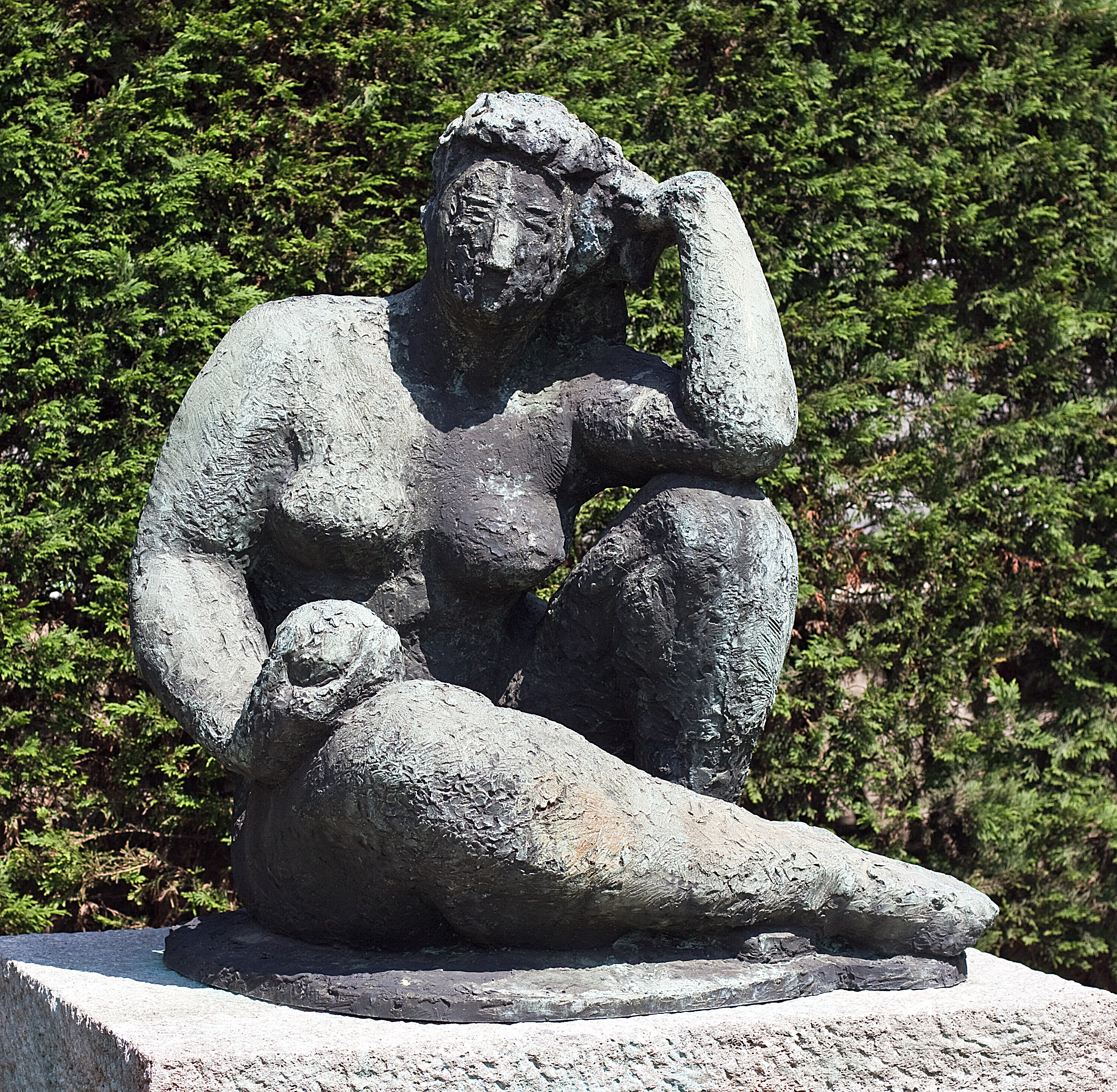
Zittend naakt met appel par Charlotte van Pallandt, nue de Truus Trompert, Musée Boijmans Van Beuningen, Rotterdam, 1957-1959.

En 1937, Charlotte van Pallandt remporte le deuxième prix de l'Exposition de Paris, avec un portrait de son neveu Serge. Au début de la Seconde Guerre mondiale, Charlotte van Pallandt s'installe à Amsterdam en 1941,  où elle rencontre les sculpteurs Piet Esser, Paul Grégoire, Cor Hund et Fred Carasso. Comme eux, elle est membre d'Arti et Amicitiae et du NKVB, le cercle néerlandais de sculpteurs.
Par l'intermédiaire de Fred Carasso, elle rencontre Truus Trompert, une modèle de nu qui lui inspire la série Truus-beeldjes. En 1948, elle expose pour la première fois à la galerie Santee Landweer à Amsterdam. Elle est membre fondatrice de De Zeester, un cercle de femmes artistes qui comprend Jeanne Bieruma Oosting, Maaike Braat, Jeanne van Hall, Fri Heil, Ro Mogendorff et Liesbeth Dobbelmann.
Charlotte van Pallandt est connue pour ses portraits, qui sont pour la plupart des bustes. En 1958, elle est l'une des représentantes néerlandaises à la Biennale de Venise et, un an plus tard, elle remporte le Prix de la Critique. Lorsque le sculpteur Mari Andriessen l'a présente au peintre Kees Verwey, ils deviennent amis, et le portrait en buste qu'elle réalise de lui en 1961, se trouve dans la collection du musée Frans Hals. Kees Verwey réalise à son tour, un portrait de la peintre en 1963. Elle a également réalisé des portraits de la reine Juliana, de Peter Scharoff, d'Adriaan Roland Holst, de Fred Carasso, de Ro Mogendorff et d'Albert Termote. 
En 1963, Charlotte van Pallandt reçoit le titre d'officier de l'Ordre d'Orange-Nassau, et en 1968, son portrait de la reine Wilhelmina est dévoilé à Rotterdam, des copies sont ensuite adressées au Musée d'Art de La Haye, et au Museum de Fundatie. En 1973, elle est de nouveau honorée du titre d'Officier de l'Ordre d'Orange-Nassau.

## Reconnaissance
Le prix Charlotte van Pallandt est une récompense annuelle destinée aux jeunes sculpteurs et sculptrices prometteurs.
En mai 2019, le Museum de Fundatie présente une rétrospective de l'œuvre de Charlotte van Pallandt. La collection du musée comprend près de trois cent soixante-deux œuvres. Cette importante collection repose en partie sur un don de la succession de Charlotte Van Pallandt en 1998, ainsi que sur l'achat cette même année de la quasi-totalité de ses carnets de croquis, avec l'aide du Fonds Mondrian.
- Officier de l'ordre d'Orange-Nassau